# Netelia fusca
Netelia fusca är en stekelart som beskrevs av Konishi 1985. Netelia fusca ingår i släktet Netelia och familjen brokparasitsteklar. Inga underarter finns listade i Catalogue of Life.